# Kosovo nos Jogos Olímpicos
Kosovo fez sua estreia olímpica como um Estado independente em 2016. Sua equipe é organizado pelo Comité Olímpico do Kosovo (OCK), criado em 1992 e reconhecido pelo Comité Olímpico Internacional em 9 de dezembro de 2014.
Em 2016, a judoca Majlinda Kelmendi, que rejeitou uma naturalização milionária, conquistou o 1º ouro de Kosovo nos Jogos Olímpicos de 2016 no Rio de Janeiro, na categoria até 52 kg sobre a italiana Odette Giuffrida.

## Quadro de Medalhas

### Medalhas dos Jogos Olímpicos de Verão
| Jogos               | Atletas                                                                     | Ouro                                                                        | Prata                                                                       | Bronze                                                                      | Total                                                                       | Ranking                                                                     |
| 1912 Estocolmo      | faz parte do SRB Sérvia                                                     | faz parte do SRB Sérvia                                                     | faz parte do SRB Sérvia                                                     | faz parte do SRB Sérvia                                                     | faz parte do SRB Sérvia                                                     | faz parte do SRB Sérvia                                                     |
| 1920–1988           | faz parte do YUG Iugoslávia                                                 | faz parte do YUG Iugoslávia                                                 | faz parte do YUG Iugoslávia                                                 | faz parte do YUG Iugoslávia                                                 | faz parte do YUG Iugoslávia                                                 | faz parte do YUG Iugoslávia                                                 |
| 1992 Barcelona      | faz parte dos IOP Participantes Olímpicos Independentes [carece de fontes?] | faz parte dos IOP Participantes Olímpicos Independentes [carece de fontes?] | faz parte dos IOP Participantes Olímpicos Independentes [carece de fontes?] | faz parte dos IOP Participantes Olímpicos Independentes [carece de fontes?] | faz parte dos IOP Participantes Olímpicos Independentes [carece de fontes?] | faz parte dos IOP Participantes Olímpicos Independentes [carece de fontes?] |
| 1996–2006           | faz parte do SCG Sérvia e Montenegro                                        | faz parte do SCG Sérvia e Montenegro                                        | faz parte do SCG Sérvia e Montenegro                                        | faz parte do SCG Sérvia e Montenegro                                        | faz parte do SCG Sérvia e Montenegro                                        | faz parte do SCG Sérvia e Montenegro                                        |
| 2008–2012           | faz parte do SRB Sérvia                                                     | faz parte do SRB Sérvia                                                     | faz parte do SRB Sérvia                                                     | faz parte do SRB Sérvia                                                     | faz parte do SRB Sérvia                                                     | faz parte do SRB Sérvia                                                     |
| 2016 Rio de Janeiro | 8                                                                           | 1                                                                           | 0                                                                           | 0                                                                           | 1                                                                           | 54                                                                          |
| 2020 Tóquio         |                                                                             |                                                                             |                                                                             |                                                                             |                                                                             | –                                                                           |
| Total               | Total                                                                       | 1                                                                           | 0                                                                           | 0                                                                           | 1                                                                           | 107                                                                         |

### Medalhas dos Jogos Olímpicos de Inverno
| Jogos            | Atletas                              | Ouro                                 | Prata                                | Bronze                               | Total                                | Ranking                              |
| 1924–1992        | faz parte do YUG Iugoslávia          | faz parte do YUG Iugoslávia          | faz parte do YUG Iugoslávia          | faz parte do YUG Iugoslávia          | faz parte do YUG Iugoslávia          | faz parte do YUG Iugoslávia          |
| 1994–2006        | faz parte do SCG Sérvia e Montenegro | faz parte do SCG Sérvia e Montenegro | faz parte do SCG Sérvia e Montenegro | faz parte do SCG Sérvia e Montenegro | faz parte do SCG Sérvia e Montenegro | faz parte do SCG Sérvia e Montenegro |
| 2010–2014        | faz parte do SRB Sérvia              | faz parte do SRB Sérvia              | faz parte do SRB Sérvia              | faz parte do SRB Sérvia              | faz parte do SRB Sérvia              | faz parte do SRB Sérvia              |
| 2018 Pyeongchang | 1                                    | 0                                    | 0                                    | 0                                    | 0                                    | –                                    |
| 2022 Pequim      |                                      |                                      |                                      |                                      |                                      | –                                    |
| Total            | Total                                |                                      |                                      |                                      |                                      | –                                    |